# Got Your Back (Pour Habit)
Got Your Back is het tweede en meest recente studioalbum van de Amerikaanse punkband Pour Habit. Het album werd uitgegeven op 12 april 2011 via het platenlabel Fat Wreck Chords. Het werd geproduceerd door de eigenaar van het label, Fat Mike. Het album zelf wordt uitgegeven op vinyl en cd.

## Nummers
1. "Dead Soldiers Bay" - 3:00
2. "Heads of State" - 3:34
3. "Greenery" - 3:27
4. "Matter of Opinion" - 2:38
5. "East 69th" - 1:36
6. "Head in the Clouds (Danny's Song)" - 3:21
7. "Party" - 3:09
8. "Teens Turned to Fiends" - 2:32
9. "Tomahawk" - 2:45
10. "For All Who Have Given and Lost" - 2:30
11. "Gutterblock Boy" - 1:21
12. "The Expert" - 3:30
13. "Conscience Mind of Revelation" - 3:12